# S. O. Schoening
Sascha Oskar Schoening, eigentlich Oskar Theobald Rudolf Schoening, (* 25. September 1888 in Berlin, Deutsches Reich; † 5. Mai 1949 in Hamburg, Britische Besatzungszone) war ein deutscher Schauspieler.

## Leben
Der ehemalige Jurastudent debütierte 1911 an der Komischen Oper Berlin. Weitere Bühnenstationen waren Dessau, Gera, Frankfurt und München. Ab 1926 trat er am Schauspielhaus Zürich auf. 1931 gründete er die Volksbühne Zürich und leitete sie eineinhalb Jahre.
Schoening hatte bereits 1914/15 mehrere Hauptrollen in Produktionen von Rudolf del Zopps Eiko-Film erhalten. Nach einer langen Unterbrechung kehrte er erst mit Beginn des Tonfilmzeitalters vor die Kamera zurück. Der kompakte Berliner verkörperte verschiedene Randfiguren wie Ärzte, Kaufleute, Wirte, Polizisten oder Bürgermeister.
Als um 1940 die Filmangebote spärlicher wurden, intensivierte Schoening wieder seine Theaterarbeit. Er war besonders im Theater im Admiralspalast und am Komödienhaus zu sehen. Nach Kriegsende übernahm er 1945 die Direktion der Dreiländer-Eck-Bühne in Lörrach und inszenierte dort auch einige Bühnenstücke.

## Filmografie
- 1914: Dalles und Liebe
- 1915: Herberts Sünde
- 1915: Der Fang der Detektivin
- 1916: Ein goldenes Geschäft
- 1931: Holzapfel weiß alles
- 1931: Gefahren der Liebe
- 1932: Die elf Schill’schen Offiziere
- 1932: Der falsche Tenor
- 1932: Ich bleib bei Dir
- 1932: Die elf Schill’schen Offiziere
- 1932: Theodor Körner
- 1932: Holzapfel weiß alles
- 1933: Die Wette
- 1934: Herr Kobin geht auf Abenteuer
- 1934: Jungfrau gegen Mönch
- 1934: Liebe, Tod und Teufel
- 1934: Ritter wider Willen
- 1934: Was bin ich ohne Dich
- 1934: Zwei Genies
- 1935: Leichte Kavallerie
- 1935: Lärm um Weidemann
- 1935: Mazurka
- 1935: Das Mädchen Johanna
- 1935: Schnitzel fliegt
- 1935: Stradivari
- 1935: Stützen der Gesellschaft
- 1936: Die Entführung
- 1936: Savoy-Hotel 217
- 1936: Soldaten – Kameraden
- 1936: Ein Hochzeitstraum
- 1936: Unter heißem Himmel
- 1936: Eine Frau ohne Bedeutung
- 1936: Intermezzo
- 1937: Ab Mitternacht
- 1937: Ball im Metropol
- 1937: Der Biberpelz
- 1937: Die gelbe Flagge
- 1937: Pat und Patachon im Paradies
- 1937: Tango Notturno
- 1937: Zu neuen Ufern
- 1937/53: Starke Herzen
- 1938: Aber mein lieber Herr Neumann
- 1938: Der Tiger von Eschnapur
- 1938: Die fromme Lüge
- 1938: Der Spieler
- 1938: Gastspiel im Paradies
- 1938: Der Fall Deruga
- 1938: Tanz auf dem Vulkan
- 1938: Pour le Mérite
- 1938: Menschen, Tiere, Sensationen
- 1939: Der falsche Admiral
- 1939: Hallo Janine
- 1939: Schneider Wibbel
- 1939: Der Stammbaum des Dr. Pistorius
- 1939: Die unheimlichen Wünsche
- 1939: Ich bin gleich wieder da
- 1940: Das Herz der Königin
- 1940: Verwandte sind auch Menschen
- 1941: Rote Mühle
- 1943: Ich vertraue Dir meine Frau an
- 1948: Blockierte Signale